# Đurđevdan

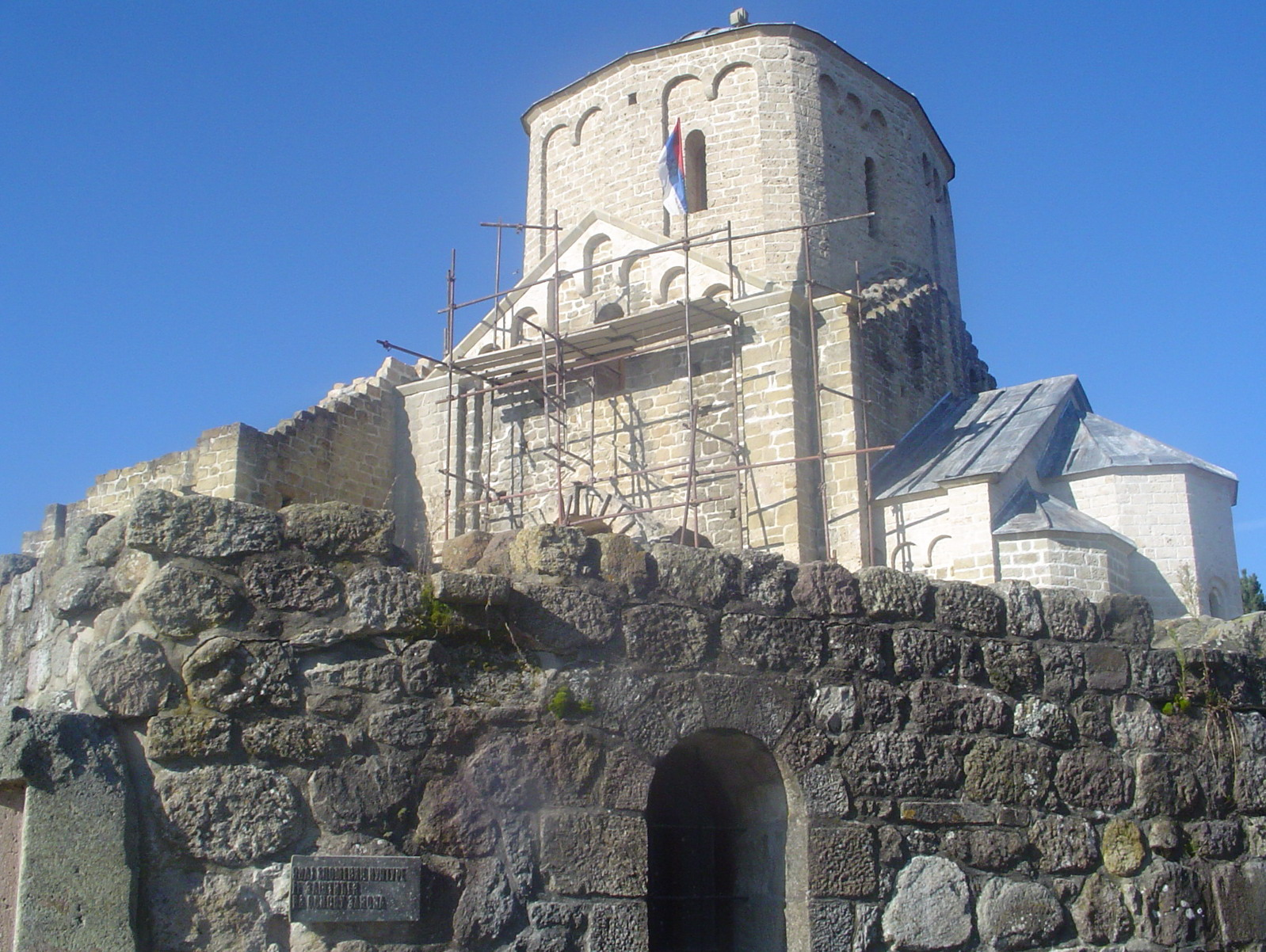
Đurđevi stupovi, Szent Györgynek szentelt ortodox templom Ras óvárosában, Szerbiában. A 12. század folyamán építtette Stefan Nemanja szerb király

Đurđevdan (cirill betűs szerb írással: Ђурђевдан, orosz írással: Егорий Вешний (ejtsd: Jegorij Vesnyij), kiejtése kb. „Gyurgyevdán”) a szerb ortodox egyház ünnepe, amelyet a Juliánusz naptár szerint április 23-án, a Gergely naptár szerint május 6-án ünnepelnek), tulajdonképp Szent György ünnepe. Ő az ortodox egyházak egyik legfontosabb szentje. Ünnepe a tavasz kezdetének hagyományos köszöntéséhez kapcsolódik. A keresztény mitológia úgy tartja, hogy Szent György a hitéért vállalt mártírhalált. Ikonokon általában lóháton ábrázolják, amint éppen megöl egy sárkányt. Đurđevdan az egész szerb diaszpóra ünnepe, de elsősorban Szerbia és Montenegró területén jellemző. Szent György neve szerbül Sveti Đorđe (szerb cirill betűkkel: Свети Ђорђе).
Đurđevdan a Koszovó déli részén található Gora régió szerb népének az ünnepe is. Az itteniek muzulmán vallású szlávok, akik a keleti ortodox keresztény vallásról a 18. század során tértek át az iszlámra, de megtartottak néhány keresztény hagyományt, amilyen például a Đurđevdan. Az ünnep központja Globočica falu és környéke. A montenegrói ortodox egyház tagjai is részt vesznek benne.
Đurđevdan (roma nyelven: Ederlezi) a volt Jugoszlávia roma nemzetiségű lakóinak is fontos ünnepe függetlenül attól, hogy ortodox vagy muszlim vallásúak-e. Ezt tartják a legfontosabb ünnepüknek, mellyel a tavasz érkezését üdvözlik. A roma đurđevdan hagyományai szerint otthonukat virágokkal és virágzó ágakkal díszítik a tavasz tiszteletére. Virágokkal dúsított fürdőt vesznek, és templomi kutakban mossák meg a kezüket. Egyesek az otthonuk falait is megmossák a vízzel. Az ünnep napján legtöbbször grillen elkészített bárányt vacsoráznak. A zene is nagyon fontos momentuma ennek az ünnepnek. A tánc és az ének mellett népszerűek a hagyományos rezesbandák.
Horvátországban létezik a Đurđevdan, azaz a Szent György nap katolikus változata, amit ott Jurjevo (Đurđevo) néven emlegetnek, és a Gregorián naptár szerint április 23-án ünnepelnek. Ezt a hagyományt Horvátország északi részén, Zágráb környékén tartják. A hagyomány szerint ez a tavasz első napja. Horvátul Szent György neve Sveti Juraj. A Walpurgis-éjhez hasonlóan örömtüzeket gyújtanak ilyenkor az emberek.
Görögországban is ünneplik (Εντερλεζι, ederlezi - ντ=nt=olv.d, mert a delta újgörögül dzelta).
"Ðurđevdan" egy népszerű dal címe is, amit a Bijelo Dugme együttes ad elő. A dal eredeti változata az együttes 1988-ban kiadott, Ćiribiribela című stúdióalbumán szerepel.
Boszniában a különböző vallások fő ünnepeit a többi vallási csoport is megünnepelte egészen addig, míg Jugoszlávia felbomlása után a jellemző vallási ünnepek etnikai és nemzetiségi önazonosság és hovatartozás kifejezőivé váltak. A római katolikus karácsony, az ortodox karácsony, a két muszlim Bajram (iszlám ünnep) ugyanúgy széles körben elfogadott volt minden etnikai csoport szemében, mint a Ðurđevdan annak ellenére, hogy ez egy kifejezetten ortodox ünnep, és mint ilyen, a szerbekhez kötődik. Az ünnep széles körű jelenlétére találunk bizonyítékot Meša Selimović A halál és a dervis című regényében, ahol az istenfélő muszlim főhős ezt egy veszélyes újjáéledő pogány szertartásnak látja, de az is egyértelműen megjelenik, hogy minden etnikum megünnepli ezt a cselekmény meg nem nevezett helyszínén (amely minden valószínűség szerint Szarajevó). Úgy tűnik, az ünnepnek őskeresztény gyökerei vannak.

## Fordítás
- Ez a szócikk részben vagy egészben  a(z)   Ðurđevdan című angol Wikipédia-szócikk ezen változatának fordításán alapul.  Az eredeti cikk szerkesztőit annak laptörténete sorolja fel. Ez a jelzés csupán a megfogalmazás eredetét és a szerzői jogokat jelzi, nem szolgál a cikkben szereplő információk forrásmegjelöléseként.